# 武隆区
武隆区地处重庆市东南部乌江下游，东连彭水县，西邻涪陵区、南川区，北接丰都县，南界贵州省道真县，全区幅员面积2901.3平方公里，人口40万，区政府驻地芙蓉街道。原为武隆县，在重庆直辖前夕为涪陵市辖县。2016年11月，经国务院批准，撤销武隆县，设立重庆市武隆区。武隆地貌奇特，旅游资源得天独厚，既有丰富多彩的自然风光，又有意义独具的人文景观。武隆經濟較貧困且多發泥石流等自然災害，雖然轄區內蘊藏豐富的鋁土礦資源，但當地政府為保證烏江環境和生態，依然放棄開發沿烏江的鋁土礦資源保證環保。現武隆將主要產業投注于旅游與現代農業，民生經濟較數年前有較大改善，現為渝東南地區成長最快的一個区。

## 行政区划
武隆区下辖4个街道办事处、10个镇、8个乡、4个民族乡：
凤山街道、芙蓉街道、仙女山街道、羊角街道、白马镇、江口镇、火炉镇、鸭江镇、长坝镇、平桥镇、桐梓镇、和顺镇、双河镇、凤来镇、庙垭乡、石桥苗族土家族乡、黄莺乡、沧沟乡、文复苗族土家族乡、土地乡、白云乡、后坪苗族土家族乡、浩口苗族仡佬族乡、接龙乡、赵家乡和大洞河乡。

## 人口
- 全区总人口396976人，就业人数24.9万人。其中以汉族为主，占79%，其次为土家族11%，苗族6%，其他民族4%。少数民族主要集中在浩口、铁矿两乡。

## 重庆武隆6·5山体垮塌事故
2009年6月5日下午15时许武隆铁矿乡鸡尾山发生山体垮塌事故。截至6月8日22时，鸡尾山垮塌现场已发现9具遇难者遗体，6男3女。据统计，目前武隆山体垮塌共有9人遇难、63人失踪、8人受伤。

## 旅游资源
- 仙女山國家森林公園：國家級森林公園

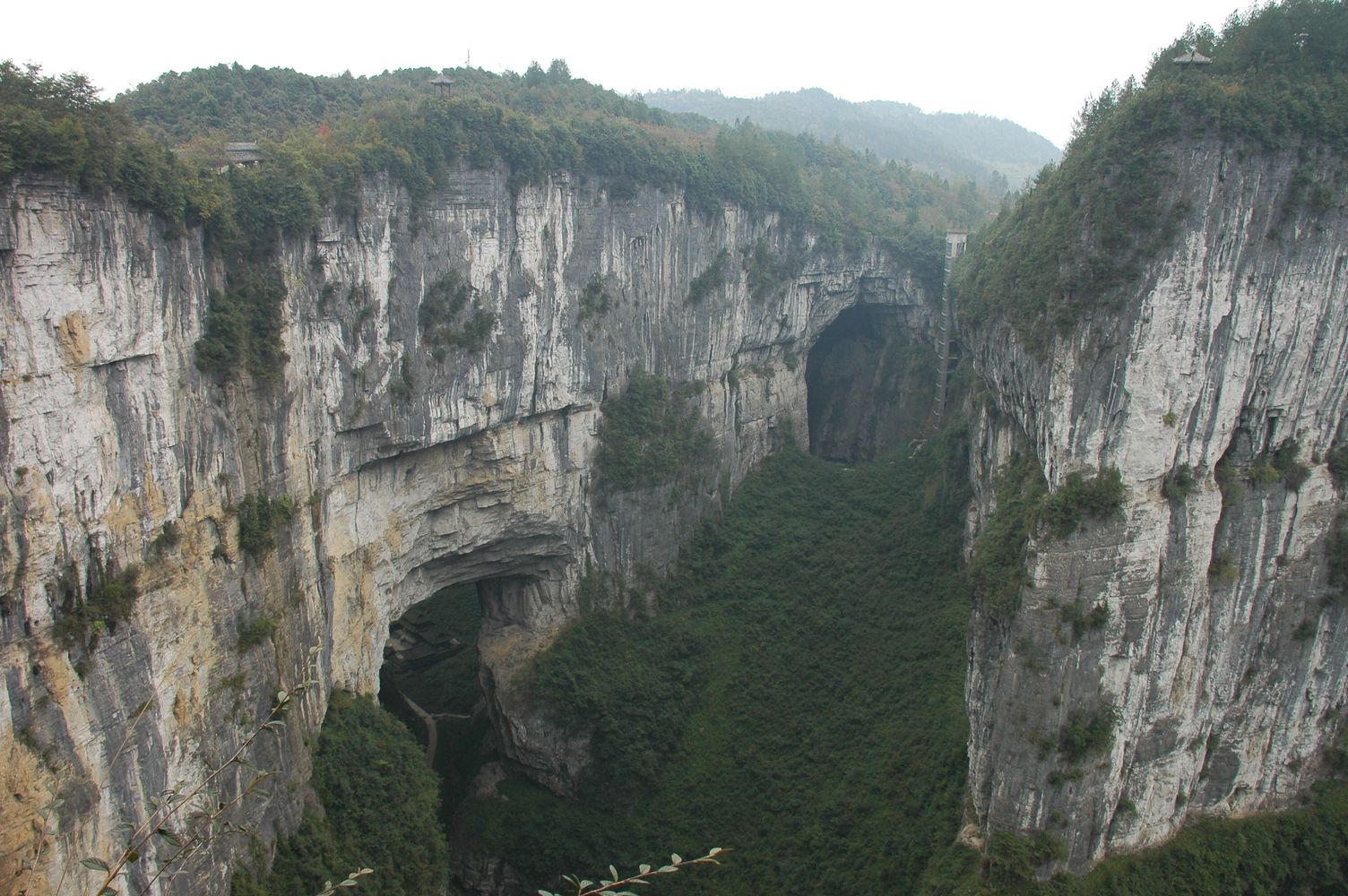
聯合國教科文組織世界自然遺產 菁口天坑群

- 武隆喀斯特：聯合國教科文組織世界自然遺產，包括天生三桥、菁口天坑群和芙蓉洞
- 芙蓉江
- 千里乌江画廊

## 交通
武隆处于武陵山区，自古以来交通不便。民国时期，川湘公路修建完工，武隆才有了第一条跨出县城的行车道路。川湘公路几经翻修，成为现在的 319国道武隆段。该段国道翻山越岭，有部分路段在悬崖峭壁上凿刻开路而成，险峻无比，驾驶时需要特别小心。在2010年后，武隆交通进入了发展的快车道。现有 包茂高速穿过武隆区境内，并有武隆、黄草、白马三个高速互通。渝怀铁路穿越武隆，在武隆市区有铁路三等站武隆站。
- 319国道、 353国道过境。

### 火车站
武隆站（南站）位于武隆区芙蓉东路，建成于2005年12月，属于渝怀铁路的三等站。武隆火车站（南站）西距重庆北站167公里，东南距湖南怀化站435公里。归成都铁路局涪陵车务段管辖。日过路班车11对，有前往重庆、成都、上海、杭州、广州、深圳、长沙、南昌、桂林，厦门方向的快速列车。
武隆北站（在建），归成都铁路局重庆车务段管辖，预计2020年投入使用。

### 武隆汽车站
武隆长途客运中心站建成于2010年，有一等站房2000余平方米，是按照高速快客客运站修建的渝东南规模最大的立体化客运中心站。日发送区际高速班车190对，发送区内交通班车244对，发送跨省高速班车37对，省际快速班车16对。

### 机场
重庆仙女山机场是一个以旅游功能为主，适用于应急抢险的支线机场。位于武隆区仙女镇仙女村。按照机场的设计规划，重庆仙女山机场的等级为4C级，跑道长2800米，宽45米。重庆仙女山机场总投资约为8.3亿元。重庆仙女山机场于2020年12月18日正式通航，可承担民用飞机、直升机、小型救灾飞机的起降。
重庆仙女山机场以2025年为设计目标年，按满足年旅客吞吐量60万人次、货邮吞吐量1500吨的能力进行建设，主要建设内容包括：2800米跑道、6000平方米航站楼、5个机位站坪，以及通信、导航、气象、供油、消防救援等其他配套设施，估算总投资16.79亿元。